# 利比亞文化革命
利比亞文化革命（阿拉伯語：ليبياالثورة الثقافية）或稱利比亞人民革命（الثورة الشعبية），是由利比亞阿拉伯共和國主席穆阿邁爾·卡扎菲於1973年發起的政治運動。文化革命被當局描述為一個民主化的轉型時期，用以發揮阿拉伯和伊斯蘭價值觀以及自發的民眾動員，反對對人民權利造成威脅的五種意識：共產主義、保守主義、資本主義、無神主義和穆斯林兄弟會。
文化革命至少持續到1977年，當時人民委員會行動的獨立性被利比亞革命指揮委員會取代，卡扎菲廢止了利比亞阿拉伯共和國，並以大利比亞阿拉伯人民社會主義民眾國成立而告終。